# Championnat d'Albanie de football 1985-1986
Navigation
Championnat d'Albanie 1984-85 Championnat d'Albanie 1986-87
Le Championnat d'Albanie de football de Kategoria Superiore 1985-1986 est la 45e édition de ce championnat.

## Classement
| Rang | Équipe                  | Pts | J  | G  | N  | P  | Bp | Bc | Diff |
| ---- | ----------------------- | --- | -- | -- | -- | -- | -- | -- | ---- |
| 1    | Dinamo Tirana           | 38  | 26 | 15 | 8  | 3  | 49 | 20 | +29  |
| 2    | Flamurtari Vlorë        | 38  | 26 | 15 | 8  | 3  | 42 | 20 | +22  |
| 3    | 17 Nëntori Tirana       | 37  | 26 | 16 | 5  | 5  | 57 | 29 | +28  |
| 4    | Partizan Tirana         | 31  | 26 | 11 | 9  | 6  | 34 | 28 | +6   |
| 5    | Lokomotiva Durrës       | 30  | 26 | 9  | 12 | 5  | 31 | 22 | +9   |
| 6    | Vllaznia Shkodër        | 29  | 26 | 11 | 7  | 8  | 42 | 29 | +13  |
| 7    | Apolonia Fier           | 26  | 26 | 9  | 8  | 9  | 35 | 40 | -5   |
| 8    | Luftëtari Gjirokastër   | 22  | 26 | 7  | 8  | 11 | 22 | 34 | -12  |
| 9    | Traktoria Lushnja       | 22  | 26 | 7  | 8  | 11 | 24 | 43 | -19  |
| 10   | Tomori Berat            | 21  | 26 | 8  | 5  | 13 | 31 | 37 | -6   |
| 11   | Labinoti Elbasan        | 21  | 26 | 8  | 5  | 13 | 26 | 36 | -10  |
| 12   | Naftëtari Qyteti Stalin | 20  | 26 | 7  | 6  | 13 | 32 | 46 | -14  |
| 13   | Besëlidhja Lezhë        | 18  | 26 | 4  | 10 | 12 | 17 | 27 | -10  |
| 14   | Shkëndija Tirana        | 11  | 26 | 2  | 7  | 17 | 17 | 48 | -31  |

|  | Champion |
|  | Relégué  |

## Bilan de la saison
| Tableau d'Honneur                 |                   |
| Compétition                       | Vainqueur         |
| Championnat d'Albanie de football | Dinamo Tirana     |
| Coupe d'Albanie de football       | 17 Nëntori Tirana |

| Promotions et relégations     |                                   |
| Relégués en First Division    | Besëlidhja Lezhë Shkëndija Tirana |
| Promus en Kategoria Superiore | Skënderbeu Korçë Besa Kavajë      |